# Огар, Симон
Симон Верон Огар (англ. Simon Ogar Veron; род. 24 апреля 1987, Асаба) — нигерийский футболист, полузащитник.

## Клубная карьера
В молодом возрасте попал в Норвегию, где выступал за клубы низших дивизионов.
В 2008 году попал в «Витебск». Играя за витебский клуб, однажды после удаления вратаря стал на ворота, став таким образом первым африканским вратарем в Белоруссии. В витебском клубе дважды был признан игроком года.
После играл в жодинском «Торпедо-БелАЗ». В январе 2012 года перешёл в брестское «Динамо», где стал прочным игроком основы, выступал на позиции опорного полузащитника.
В декабре 2013 года перешёл в новополоцкий «Нафтан». В начале сезона некоторое время выступал в основном составе на позиции опорного полузащитника, но потом потерял место в основе и стал играть преимущественно за дубль. По окончании сезона в декабре 2014 года покинул новополоцкий клуб.
В феврале 2016 года снова присоединился к брестскому «Динамо» и в марте подписал с клубом контракт.
В начале 2017 года перешёл в «Лиду». В феврале 2019 года продлил контракт с клубом.
В августе 2019 года перешел в «Сморгонь», где также стал основным игроком. В декабре 2019 года стало известно, что Огар останется в сморгонской команде в сезоне 2020. В начале 2020 года тренировался со «Сморгонью», но в феврале контракт был расторгнут.

## Личная жизнь
В разводе, был женат на белорусской девушке. От этого брака есть дочка Наоми, которая живёт с родителями Симона Огара в Нигерии.